# Irrequieto
«Іррек'єто» (італ. Irrequieto) - ескадрений міноносець типу «Індоміто» ВМС Італії часів Першої світової війни.

## Історія створення
Ескадрений міноносець «Іррек'єто» був закладений у 1910 році на верфі «Cantiere Pattison» в Неаполі. Спущений на воду 12 грудня 1912 року, вступив у стрій у 1913 році.

## Історія служби

### Перша світова війна
Після вступу Італії у Першу світову війну «Іррек'єто» був включений до складу II ескадри есмінців, разом з однотипними «Імпавідо», «Індоміто», «Імпетуозо», «Інсідіозо» та «Інтрепідоо».
9 червня «Іррек'єто» разом з есмінцями «Індоміто», «Інтрепідо», «Імпетуозо», «Інсідіозо», «Анімозо», «Ардіто», «Арденте», «Аудаче» і крейсер-скаут «Куарто» супроводжували крейсери «Джузеппе Гарібальді» і «Веттор Пізані», здійснюючи обстріли албанського узбережжя.
17 липня «Іррек'єто»  разом з есмінцями «Анімозо», «Інтрепідо» і крейсером «Куарто» здійснили обстріл радіотелеграфної станції та інших військових об'єктів на острові Шипан. Але місія була перервана повідомленням про активність ворожих підводних човнів, які згодом потопили крейсер «Джузеппе Гарібальді». «Інтрепідо» взяв участь в операції з порятунку вцілілих членів екіпажу крейсера. 
3 грудня «Іррек'єто» вийшов з Бріндізі і разом з есмінцями «Індоміто», «Інтрепідо», «Імпетуозо» та «Інсідіозо» супроводжував один з перших конвоїв, які доставили війська та спорядження в Албанію. Конвой складався з транспортів «Ре Умберто» та «Вальпараїсо» та перевозили 1800 вояків і 150 коней.
Поблизу албанського узбережжя «Ре Умберто» підірвався на міні, розламався навпіл та затонув. «Іррек'єто» взяв участь у рятувальній операції, під час якої було врятовано  загалом 712 чоловік
24 лютого 1916 року «Іррек'єто» разом з есмінцями «Берсальєре», «Ардіто» та допоміжними крейсерами  «Чітта ді Сіракуза» і «Чітта ді Катанія» обстріляли австро-угорські загони поблизу Дурреса.
24 червня того ж року «Іррек'єто», «Інсідіозо», «Імпавідо», «Аудаче» та крейсерт-скаут «Марсала» прикривали атаку торпедних моторних човнів в Дурресі, внаслідок якої був серйозно пошкоджений пароплав «Сараєво».
6 липня «Іррек'єто» та «Імпетуозо» переслідували австро-угорський крейсер «Новара», який атакував загородження в протоці Отранто і потопив декілька дрифтерів. Проте крейсеру вдалось сховатись у Которі.
11 червня 1917 року «Іррек'єто» та «Інсідіозо»  та міноносці «Айроне» і «Ардеа» прикривали наліт гідролітаків на Дуррес.

### Післявоєнна служба
Після закінчення війни «Іррек'єто» пройшов ремонт, під час якого було доповнене артилерійське озброєння.
У 1929 році корабель був перекласифікований в міноносець.
У 1937 році корабель був виключений зі складу флоту і знаний на злам.